# Jens Eilstrup Rasmussen
Jens Eilstrup Rasmussen es un ingeniero de software danés, ejecutivo de tecnología y cofundador de Where 2 Technologies, que dio origen a Google Maps.

## Primeros años
Después de graduarse de Høje-Taastrup Amtsgymnasium en 1986, Rasmussen se matriculó en la Universidad de Aarhus para estudiar Ciencias de la Computación y Matemáticas.

## Digital Fountain
Desde julio de 1999 hasta noviembre de 2002, Rasmussen fue ingeniero sénior en Digital Fountain en California. Digital Fountain utilizaba la corrección de errores hacia adelante para entregar archivos y transmitir contenido bajo demanda en entornos móviles, de internet y de redes privadas. Rasmussen desarrolló varios servicios nuevos mientras trabajaba en Digital Fountain.

## Where 2 Technologies y Google Maps
A principios de 2003, Rasmussen y su hermano Lars fundaron Where 2 Technologies, un proyecto de mapeo que desarrolló el prototipo de su aplicación de mapeo llamada Expedition. Google adquirió Where 2 Technologies en octubre de 2004, y los hermanos Rasmussen lideraron el equipo que lanzó Google Maps a principios de 2005.

## Google Wave
Rasmussen inventó Google Wave en 2004, mientras los hermanos estaban en conversaciones con Google sobre la venta de Where 2 Technologies a Google. Los hermanos Rasmussen comenzaron a trabajar en Google Wave en 2006, y en 2007 Jens se mudó a Sídney, Australia, donde continuó trabajando con Lars y un pequeño equipo en la idea de Google Wave, bajo el nombre de proyecto Walkabout. Google Wave fue una aplicación de internet de código abierto lanzada en 2009 y descontinuada en 2012.
Google describió Wave como una aplicación que "te permite comunicarte y colaborar en tiempo real". Wave permitía que varias personas editaran un documento al mismo tiempo y llevar a cabo una discusión grupal simultáneamente. Las Waves también se podían utilizar como foros o simplemente para enviar correos electrónicos y mensajes instantáneos entre dos o más personas.

## Pin de Google Maps
Rasmussen diseñó el pin de Google Maps mientras trabajaba en Google. El pin es un simple indicador con una burbuja en la parte superior que se estrecha hasta un punto estrecho con una sombra. Un portavoz de Google le dijo al New York Times que Rasmussen evitó usar una estrella o un punto en el mapa, ya que ocultarían demasiado del mapa. El pin de Google Maps toca el mapa solo en el punto exacto de la ubicación.
En 2014, el Museo de Arte Moderno de la Ciudad de Nueva York adquirió una representación del pin de Google Maps para su colección permanente.

## Patentes
Rasmussen posee patentes de treinta y cinco servicios y aplicaciones de software.

## Premios
Google Maps ganó dos premios Webby en 2006, uno en la categoría de Servicios Generales de Sitios Web y otro en la categoría de Mejores Prácticas.
En 2010, la Fundación Pearcey nombró a los hermanos Rasmussen Emprendedores del Año de las TIC de Nueva Gales del Sur e los incluyó en el salón de la fama de la fundación. La fundación destacó que los Rasmussen habían posicionado a Australia "como líder mundial en servicios en línea" y habían traído muchos empleos tecnológicos a Australia.
En 2011, los hermanos Rasmussen ganaron el Premio Emprendedor Inaugural Benson 2011. La Fundación Pearcey señala que la invención de Google Maps motivó a Google a establecer un equipo de investigación y desarrollo en Sídney, Australia.